# ويل برازير
ويل برازير (بالإنجليزية: Will Brazier)‏ هو لاعب دوري الرغبي أمريكي، ولد في 17 أكتوبر 1983 في بريدجبورت في الولايات المتحدة.